# 加藤誠 (実業家)
加藤 誠（かとう まこと、1940年12月13日 - ）は東京都出身の実業家、商社員。元伊藤忠商事株式会社代表取締役副社長。明治大学商学部卒業

## 経歴
1940年に東京で生まれる。1964年に明治大学商学部卒業後、伊藤忠商事へ入社する。主に繊維・アパレル部門で活動し、ニューヨーク駐在などを経て、1995年にアパレル部門長、取締役となる。2001年に当時社長であった丹羽宇一郎のもとで副社長・繊維カンパニープレジデントに抜擢され、さらに社長補佐（営業分掌役員）に就任する。その後、2006年に副会長（関西担当役員）となり、07年に相談役へ退いた。また、大阪商工会議所副会頭、関西経済同友会常任幹事を歴任した。後に株式会社大阪繊維リソースセンター代表取締役社長を務めた。2012年の秋に藍綬褒章を受章した。